# اتحاد أندية الفكر الناصري في جامعات مصر
ظهرت أندية الفكر الناصري في فترة سبعينيات القرن العشرين، في الوقت الذي تبنى فيه النظام المصري سياسات مخالفة لسياسات جمال عبد الناصر الذي كان قد توفي في عام 1970، بدأ ذلك منذ إطاحة السادات برجال عبد الناصر في الحكم (سامي شرف وشعراوي جمعة وآخرين) في ما سماه السادات «ثورة التصحيح» أو ما عرف في وسط الناصريين ب«انقلاب 15 مايو 1971»، وبعد قيام حرب أكتوبر (تشرين) 1973 اعتبر السادات أن شرعية ثورة 1952 قد انتهت وبدأت شرعية جديدة لحكمه، وأصدر بذلك ورقة سميت «ورقة أكتوبر» تناقش شرعية المرحلة الجديدة التي ظهر فيها الاتجاه للحل المنفرد مع إسرائيل، والانسحاب من البعد العربي والإفريقي لمصر الذي توجه إليه عبد الناصر بالاهتمام، بالإضافة إلى تحرير السوق في قوانين الانفتاح الاقتصادي عام 1974، الأمر الذي سمح بظهور طبقة ثرية غير منتجة مرتبطة المصالح بالخارج، وأدى إلى تبعية الاقتصاد المصري الناشئ للرأسمالية العالمية الأقوى منه بطبيعة الحال: في هذه الظروف التي تناقض تماماً مجموعة الأفكار التي تمسك بها الشعب المصري وسميت بعد رحيل عبد الناصر بالناصرية، ظهرت أندية الفكر الناصري.

الشعار الحالي لاتحاد أندية الفكر الناصري في جامعات مصر

## تاريخ الاتحاد
يعتبر نادي الفكر الناصري هو أول عمل جماهيري ناصري منظم في مصر كنتيجة لثورة السادات المضادة وسياساته التي استهدفت محو التجربة الناصرية، فقد أدى الطلاب في مصر منذ بداية تأسيس الجامعات دور وطني لا يستهان به. وتبلور التاريخ النضالى لطلاب مصر في تجربة أندية الفكر الناصري التي خلقت جبهة قوية ضد سياسات الردة الساداتية على تجربة ومشروع عبد الناصر.
تم تأسيس نادي الفكر الناصري بجامعة القاهرة لأول مرة عام 1974 على يد مجموعة من أبرز قادة العمل الوطني حالياً والذين تخرجوا في مدرسة الكوادر «نادي الفكر الناصري» التي صنعت للطلاب محكات للنضال واختبارات القدرة على العمل وسط الجماهير ودروس صقل مهارات التنظيم والخطابة وبلورة الأفكار وإبداع الحلول لمشاكل المجتمع.
و قد لعبت أندية الفكر الناصري ثلاثة أدوار رئيسية في المجتمع فهي سمحت بظهور خبرة ذات طابع تنظيمي في وضع معادٍ للسلطة، ودفعت بالناصريين خارج الجامعات إلى الاعتصام بهذه التجربة. كما ساهمت في بلورة وعي ناصري عام متفق عليه في هذا الجيل على مفهوم للناصرية يتجاوز مجرد الارتباط العاطفي بعبد الناصر ومجرد الوقوف على الشعار السياسي الذي رفعته دولة عبد الناصرو تمجيد الإنجازات، فيستخلص من التجربة معنى أقوى وأبقى من التجربة، تشكل صياغة نظرية متكاملة، متماسكة، منسقة ومنفتحة للإثراء والتعديل والإنماء، فكانت الخطوط العريضة للناصرية. وقد أفرزت نوادي الفكر الناصري مجموعة من الكوادر الذين لعبوا دوراً في الحياة النضالية، فكان همهم الوطن ككل وليس فقط المسألة الطلابية.. وعلى مستوى الطلاب نجحت الأندية في الربط بين الوعي النظري وبين الانشغال بالمشاكل النقابية للطلاب، واستخدمت ذلك للسيطرة على المؤسسة الطلابية ممثلة في اتحادات الطلاب.
و يتميز اتحاد أندية الفكر الناصري بهيكل تنظيمى متشعب أسهم في خلق حالة فعالة ومتشابكة من العمل داخل الجامعات.
و قد قدم اتحاد أندية الفكر الناصري الكثير للمجتمع على مدى الثلاثة عقود الماضية، بداية من فتح باب الحرية للتيارات السياسية الأخرى للعمل داخل الجامعة مما أثرى الحراك السياسى داخل الجامعة وعزز حالة الديموقراطية، وذلك عن طريق لائحة 1976 التي اتاحت إنشاء «نادى الفكر الاشتراكى» معبرا عن الشيوعيين و«الجماعة الإسلامية» معبرا عن التيار الإسلامي. ومرورا برفض لائحة 1979 التي فرضها السادات لقمع أي صوت وطني حر داخل الجامعات والتي ألغى فيها اتحاد طلاب الجمهورية، والتي تحت ظلها أصبح أمن الجامعة المتحكم الأول فيها والتي منعت أي نشاط سياسى داخل اسوار الجامعة.
كما كان لنادي القاهرة دور كبير في انتفاضة 1977 التي كادت تطيح بالسادات، أيضاً كان للطلاب الناصريين في جامعات مصر الأخرى أدوار مماثلة وبارزة في العمل الوطني طوال فترة السبعينيات إلى أن تكون اتحاد أندية الفكر الناصري في ديسمبر 1984 عندما اجتمعت أمانات نوادي القاهرة والإسكندرية والمنصورة والزقازيق واتفقوا على تكوين الاتحاد إثر نضال مشترك بدأت شرارته في فبراير 1984 من هندسة المنصورة حيث انطلقت مظاهرات عارمة رافضة لتدخل الحرس في الشئون الجامعية ومطالبة بإلغاء لائحة 1979 الساداتية وانتشرت المظاهرات في تلك الجامعات الأربعة.
بعدها امتدت الأندية لتشمل معظم جامعات مصر لتفرز العديد من الكوادر السياسية التي أثرت العمل الوطني ومن أبرزهم: د.عمرو الشوبكي، إبراهيم عيسى، د.محمد بسيوني، جمال فهمي، ضياء رشوان، خالد يوسف، د. عزازي على عزازي.
واستمر نضالها في التسعينيات وبداية القرن الحالي حيث كان لها الدور الأبرز في قيادة الاحتجاجات الداعمة للانتفاضة الفلسطينية الثانية 2000 والمظاهرات التي احتلت ميدان التحرير احتجاجا على غزو العراق 2003 ثم تواصل هذا النضال داخل الجامعة وخارجها إلى أن توج بثورة 25 يناير وإسقاط نظام حسني مبارك.
و قد التزم طلاب نادى الفكر الناصري منذ نشأته بالديموقراطية في التعامل داخل النادى، واستقلال قراراته عن أية جهة خارجية والمحاولة الجادة المستمرة لتوحيد العمل الناصري داخل الجامعات وفي المجتمع.

## من خريجي الاتحاد
حمدين صباحي: أحد مؤسسي حزب الكرامة، عضو مجلس الشعب عن دائرة البرلس والحامول بمحافظة كفر الشيخ لدورتين متتاليتين (2000 إلى 2005 و2005 إلى 2010)، والمرشح لرئاسة الجمهورية.
عبد الحليم قنديل: مناضل ناصري وأحد مؤسسي الحزب الناصري ثم حزب الكرامة، والحركة المصرية من أجل التغيير (كفاية)، وأحد أول من دعوا الشعب المصري للثورة على مبارك ونجله وللعصيان المدني في كتبه: ضد الرئيس والأيام الأخيرة وكارت أحمر للرئيس.
إبراهيم عيسى: صحفي وإعلامي، رئيس تحرير جريدة الدستور سابقاً، ورئيس تحرير جريدة التحرير حالياً.
خالد يوسف: مخرج سينمائي.
ضياء رشوان: باحث سياسي متخصص في حركات الإسلام السياسي، وحالياً هو مدير مركز الأهرام للدراسات السياسية والاستراتيجية.
جمال بخيت: شاعر عامية مصري كبير.
عمرو الشوبكي: كاتب ومفكر سياسي مصري.
كمال أبو عيطة: مناضل ناصري كبير، قاد نضالات عمالية ونقابية أشهرها اعتصام موظفي الضرائب العقارية أمام مجلس الوزراء في آخر عام 2007 ومطلع عام 2008 مطالبين بمساواتهم بباقي موظفي الضرائب، ومؤسس النقابة المستقلة للضرائب العقارية، ورئيس الاتحاد المصري للنقابات المستقلة.
د. محمد بسيوني: قيادي بحزب الكرامة، وهو مؤسس اتحاد أندية الفكر الناصري في عام 1984 عبر جمع أندية الفكر الناصري (في أربع جامعات هي القاهرة والإسكندرية والمنصورة والزقازيق) في إطار تنظيمي واحد هو المسمى باتحاد أندية الفكر الناصري في جامعات مصر.
جمال فهمي: صحفي مصري كبير، عضو مجلس نقابة الصحفيين واستقال من المجلس في مايو 2011 اعتراضاً على الطريقة التي تدار بها النقابة، تولى رئاسة تحرير جريدة العربي الناطقة بلسان الحزب العربي الديمقراطي الناصري.
حسين عبد الغني: المدير السابق لمكتب قناة الجزيرة في القاهرة.
تهاني الجبالي: أول قاضية مصرية بالمحكمة الدستورية العليا، ساهمت في تأسيس نادي الفكر الناصري في جامعة القاهرة.

## اقرأ أيضاً
الناصرية
القومية العربية
الاشتراكية